# Panaceae
Panaceae Miettinen, Justo & Hibbett – rodzina grzybów należąca do rzędu żagwiowców (Polyporales).

## Charakterystyka
Owocniki hubiaste o hymenoforze gładkim lub blaszkowym. Powodują białą zgniliznę drewna. System strzępkowy dimityczny. strzępki ze sprzążkami. Zarodniki cienkościenne, gładkie, szkliste, nieamyloidalne. Cystydy grubościenne lub w postaci gleocystyd. System kojarzenia heterotaliczny i czterobiegunowy.

## Systematyka
Pozycja w klasyfikacji według Index Fungorum: Panaceae, Polyporales, Incertae sedis, Agaricomycetes, Agaricomycotina, Basidiomycota, Fungi.
Według Index Fungorum bazującego na Dictionary of the Fungi do rodziny Panaceae należą rodzaje:
- Cymatoderma Jungh. 1840
- Panus Fr. 1838 – łyczak

Nazwy polskie według W. Wojewody.